# 봉투

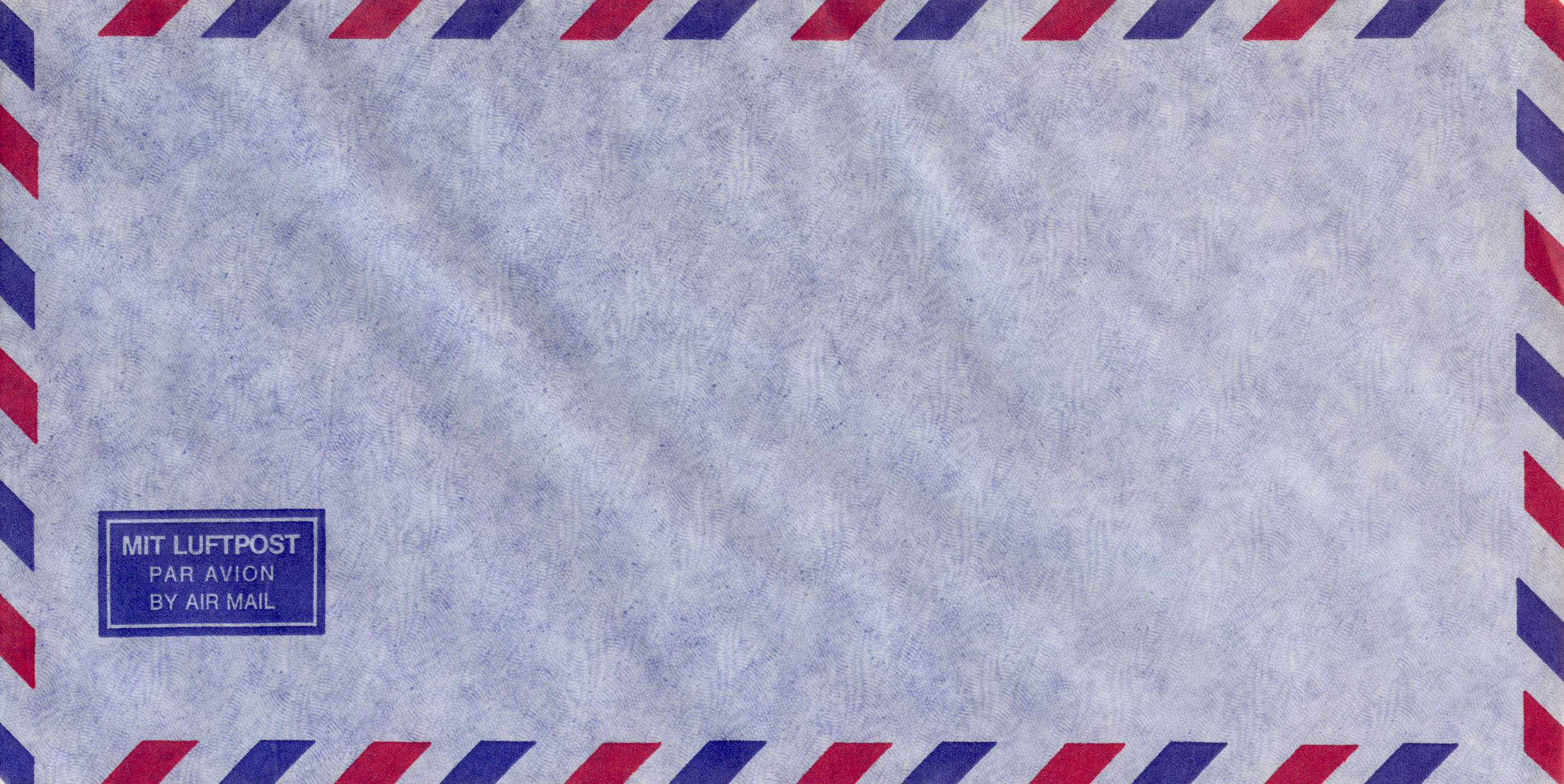
항공 우편 봉투

봉투(封套)는 포장용 물건으로, 편지, 종이, 카드 따위의 물건을 넣는 종이로 된 주머니를 가리킨다. 서통(書筒)이라고도 한다.

## 역사
알려진 봉투들 가운데 최초의 것은 오늘날 알려져 있는 종이 봉투와는 전혀 다르다. 기원전 3,500~3200년 경 고대 중동으로 거슬러올라간다. 속이 비어있는 클레이 스피어(clay sphere)가 재무 토큰 주위에 덮여있었고 개인적인 거래에 사용되었다. 이러한 최초의 봉투를 발견한 사람은 1901년의 자크 드 모르강, 1907년 롤랑 드 메퀴넴이었다.
1876년에 Madison Verde가 최초의 상업용 봉투를 만들었다. 숫자 0부터 12까지 다양한 크기가 있다.

## 봉투의 크기

### 국제 표준 크기
국제 표준 ISO 269는 ISO 216 표준 종이 크기에 사용할 목적으로 표준 봉투 크기를 몇 가지 정해 놓았다.
| 형식  | 크기 (밀리미터) | 내용물                         |
| ----- | --------------- | ------------------------------ |
| DL    | 110 × 220       | 1/3 A4                         |
| C7/C6 | 81 x 162        | 1/3 A5                         |
| C6    | 114 × 162       | A6 (또는 반으로 두 번 접은 A4) |
| C6/C5 | 114 × 229       | 1/3 A4                         |
| C5    | 162 × 229       | A5 (또는 반으로 한 번 접은 A4) |
| C4    | 229 × 324       | A4                             |
| C3    | 324 × 458       | A3                             |
| B6    | 125 × 176       | C6                             |
| B5    | 176 × 250       | C5                             |
| B4    | 250 × 353       | C4                             |
| E3    | 280 × 400       | B4                             |

독일 표준 DIN 678은 비슷한 목록의 봉투 형식을 정의해 놓고 있다.

### 북미 크기
북미 크기에는 다양한 봉투 크기가 존재한다. A2와 같은 것은 ISO 종이 크기에 상응하지 않는다.
| 형식             | 크기 (인치) | 크기 (밀리미터) | 비율 |
| ---------------- | ----------- | --------------- | ---- |
| A2               | 4⅜ × 5¾     | 111.1 × 146.1   | 132% |
| A6               | 4¾ × 6½     | 120.7 × 165.1   | 137% |
| A7               | 5¼ × 7¼     | 133.4 × 184.2   | 138% |
| A8               | 5½ × 8⅛     | 139.7 × 206.4   | 148% |
| A9               | 5¾ × 8¾     | 146.1 × 222.3   | 152% |
| A10              | 6 × 9½      | 152.4 × 241.3   | 158% |
| No. 6¾           | 3⅝ × 6½     | 92.1 × 165.1    | 179% |
| No. 7¾ (Monarch) | 3⅞ × 7½     | 98.4 × 190.5    | 194% |
| No. 9            | 3⅞ × 8⅞     | 98.4 × 225.4    | 229% |
| No. 10           | 4⅛ × 9½     | 104.8 × 241.3   | 230% |
| No. 11           | 4½ × 10⅜    | 114.3 × 263.5   | 231% |
| No. 12           | 4¾ × 11     | 120.7 × 279.4   | 232% |
| No. 14           | 5 × 11½     | 127.0 × 292.1   | 230% |

## 같이 보기
- 포장
- 종이 크기